# Freia (Schiff, 1872)
Die Freia war ein norwegisches Drei-Mast-Vollschiff, das 1913 vor Yarmouth (Nova Scotia) auf der felsigen Küste zerschellte.

## Das Schiff
Das Schiff lief 1872 bei L. Smit & Zoon Scheepswerven in Kinderdijk (Niederlande) mit der Baunummer 384 und dem Namen Industrie für einen unbekannten niederländischen Eigner vom Stapel. Es war 72,5 m lang und 13,1 m breit, hatte einen Stahlrumpf und 7,2 m Tiefgang und war mit 1.680 BRT und 1.593 NRT vermessen. 1881 wurde die Industrie an Carl H. H. Winters in Elsfleth verkauft, für den sie bis 1892 fuhr. Dann ging der Besitz auf Gustav Adolph Schiff in Elsfleth über. 1904 erwarb A. Meling aus Stavanger, Norwegen, das Schiff und benannte es um in Freia.

## Schicksal
Die Freia hatte in Yarmouth am 26. Mai 1913 eine Ladung Holz übernommen und sollte diese nach Bahía Blanca in Argentinien bringen. Sie lag am 29. Mai 1913 in der Bucht vor Yarmouth, zwischen dem Cape Forchu und dem Festland, vor Anker, um den aus Boston kommenden Rest ihrer Besatzung zu erwarten. In einem schweren Sturm wurde sie von ihrer Verankerung losgerissen und auf Position 43° 47′ 36″ N, 66° 8′ 23″ W auf die felsige Küste nördlich des Point Sunday geworfen, wo sie von der Brandung zerstört wurde. Dem an Bord befindlichen Teil der Besatzung, einschließlich der Frau des Kapitäns, gelang es, die Boote zu Wasser zu lassen und sich an Land zu retten. Die Holzladung, die größte, die bis dahin in Yarmouth verladen worden war, wurde kilometerweit entlang der Küste angeschwemmt.